# Lispothrips crassipes
Lispothrips crassipes är en insektsart som först beskrevs av Jablonowski 1894.  Lispothrips crassipes ingår i släktet Lispothrips, och familjen rörtripsar. Arten är reproducerande i Sverige.